# Vasašatta
Vasašatta je bil kralj huritskega kraljestva Mitani (Hanigalbat), ki je vladal v zgodnjem 13. stoletju pr. n. št.
Tako kot njegov oče je bil tudi on asirski vazal. Uprl se je svojemu vazalnemu gospodu Adadnirariju I. (vladal 1295-1263 pr. n. št. (kratka kronologija)) in iskal pomoč Hetitov. Asirci so njegov upor strli in opustošili Mitani. Njegovo družino so ujeli in odpeljali v Ašur, sam pa je morda pobegnil. Nekateri znanstveniki domnevajo, da je postal kralj skrčenega Mitanskega kraljestva z imenom Šubrija.

## Vir
- История Древнего Востока (Zgodovina starega vzhoda). Зарождение древнейших классовых обществ и первые очаги рабовладельческой цивилизации. Часть 1. Месопотамия/Под редакцией И. М. Дьяконова. Главная редакция восточной литературы издательства «Наука», 1983.

| Vasašatta Rojen: ni znano Umrl: ni znano |                                                      |                         |
| Vladarski nazivi                         |                                                      |                         |
| Predhodnik: Šattuara I.                  | Vazal Asirskega cesarstva okoli 1300–1280 pr. n. št. | Naslednik: Šattuara II. |